# Angelica (Anne e Serge Golon)
Angelica, detta "la marchesa degli angeli", è un personaggio immaginario creato dai coniugi Anne e Serge Golon, protagonista di 13 romanzi pubblicati dagli anni cinquanta del Novecento in poi, ambientati nella Francia del XVII secolo, da cui sono stati tratti anche cinque film, e a cui si è ispirato il personaggio dei fumetti Isabella.

## Biografia del personaggio
Angelica di Sancé de Monteloup, Contessa di Peyrac e Marchesa del Plessis-Bellière (Angélique de Sancé de Monteloup, comtesse de Peyrac, marquise du Plessis-Bellière) è figlia del barone decaduto Armando di Sancé de Monteloup ed è la quinta di dieci figli: Giovannino, Raimondo, Gontrano, Ortensia, Angelica, Maddalena, Dionigi, Maria Agnese, Alberto e Gianmaria; vive altresì con il barone di Ridoué suo nonno, la madre e le zie Pulcheria e Giovanna. In gioventù scopre una boccetta di veleno destinata al re Luigi XIV e la ruba per poi nasconderla, sventando così l'attentato. Scopre anche l'identità dei congiurati: ciò la metterà in pericolo per tutta la vita. Sposa controvoglia, costretta dal padre, Joffrey de Peyrac, conte di Tolosa, ricchissimo e dotato di innumerevoli talenti (poeta, cantante dalla voce suadente, scienziato) ma sfigurato e zoppo.
Quando Angelica viene conquistata dalle virtù del marito, il destino li divide: accusato di stregoneria, Joffrey de Peyrac è condannato a morte. Lei si ritrova reietta a Parigi e diventa la regina della pitoccheria con il soprannome di "Marchesa degli Angeli". L'esclusiva per il commercio del cioccolato le consente di risollevarsi. Ricca, ma considerata borghese, non si accontenta della sua condizione. Costringe quindi il cugino Filippo, maresciallo di Francia, a sposarla e diventa così marchesa del Plessis-Bellière. Il marito, inizialmente sgarbato e violento, col tempo si innamora di lei (così come il re Luigi XIV). Filippo del Plessis si lascia morire durante una battaglia, dopo aver dato ad Angelica il suo terzo figlio.
Il re, vinto dal suo amore, capisce che lei non cederà mai e le confessa che Peyrac non è morto sul rogo. Angelica fugge da Versailles e parte in cerca del marito. Finita nelle mani dei pirati viene venduta al mercato di Candia. Il suo compratore è un pirata famoso (il Rescator). Angelica fugge e finisce alla corte del sultano del Marocco. Indomabile, riesce di nuovo a fuggire grazie all'aiuto del capo degli schiavi, Colin Paturel.
Viene ricondotta in Francia dove il re le ordina sottomissione. Lei solleva tutta la provincia del Poitou contro Luigi XIV, diventando "la ribelle di Francia". Perde ma non si sottomette e scappa a La Rochelle, dove diventa cameriera di un ricco ugonotto. Ma gli ugonotti devono scappare dalla cittadina fortificata perché il Re li perseguita. Angelica reincontra il Rescator nella rada di La Rochelle e lo convince a far fuggire lei e alcuni Ugonotti verso l'America. Si scopre ben presto che il Rescator non è altro che Joffrey de Peyrac. La vita dei coloni francesi in America non è facile, ma lei è sorretta dall'amore di Joffrey e dalla tenacia nel voler riconquistare il posto che spetta alla sua famiglia presso il re.

## Storia editoriale

### In Francia
Nel 1952 Anne Golon, residente col marito a Versailles, iniziò a lavorare su un romanzo storico ambientato nella Francia del XVII secolo con protagonista una eroina femminile. Serge assistette la moglie nelle ricerche storiche. La compagnia Opera Mundi acquistò i diritti esclusivi dell'intera opera di Anne Golon ed il diritto della prima edizione francese fu condiviso dagli editori Colbert e Trévise.
Il primo romanzo, intitolato Angélique e composto da oltre 900 pagine, venne pubblicato per la prima volta nel 1956 in Germania ed in Francia nel 1957. Il romanzo venne diviso in due parti che uscirono come due libri separati intitolati Angélique, Marquise des Anges (1957) e Angélique, le Chemin de Versailles (1958). Il libro si rivelò un successo e la serie, tradotta in 45 paesi, vendette oltre 150 milioni di copie nel mondo.
Dal 1959 fino alla fine degli anni '80, la serie è stata pubblicata più volte dalla casa editrice Trévise e, a partire dal 1975, diversi editori iniziarono a pubblicare i romanzi della serie ma quasi tutti non pubblicarono la serie completa. La serie completa è stata pubblicata dalla Hachette in collaborazione con l'editore JC Lattès nella sua seconda edizione a metà degli anni '90. Negli anni '80 e '90 la casa editrice J'ai lu ha pubblicato per due volte la seria completa. 
Nel 1991 Anne Golon intentò una causa contro l'Hachette per vedersi riconosciuti i diritti dei suoi romanzi. La lunga battaglia legale terminò solamente nel 2006 quando la donna accettò un risarcimento di 150.000 euro. Successivamente l'autrice decise di riscrivere tutta la serie in una versione integrale.

### In Italia
In Italia la serie di romanzi è stata pubblicata diverse volte, ma solo una volta è stata pubblicata nella sua completezza. Tra il 1957 e il 1978 la casa editrice Garzanti pubblicò parzialmente la serie di libri all'interno di diverse collane. Alla fine degli anni '50 solamente tre libri della serie erano stati pubblicati all'interno della collana Il Milione. Nella prima metà degli anni '60 i romanzi della serie vennero ripubblicati all'interno di due differenti collane. Nella prima, chiamata Romanzi Moderni, furono pubblicati i primi nove romanzi della serie, tutti utilizzando come titolo la traduzione italiana dei titoli originali francesi. Nella seconda, chiamata Romanzi e Realtà, i romanzi furono pubblicati in formato paperback e ognuno di essi fu diviso in due libri con titoli propri e differenti da quelli originali francesi. Durante gli anni '70, i romanzi della serie vennero nuovamente pubblicati dalla Garzanti nelle collane Eroi e Eroine e I Romanzi Verdi. Tuttavia, tutte queste pubblicazioni si interruppero prima di aver pubblicato tutti i libri della serie. Negli anni '90 la Garzanti pubblicherà nuovamente i primi due romanzi della serie, sempre divisi in due libri.
La casa editrice Eurocub fu la seconda a iniziare a pubblicare in Italia i libri della serie negli anni '70 e '80, ma questa serie si interruppe dopo la pubblicazione del quinto libro.
Negli anni ottanta i romanzi furono pubblicati dalla Vallardi, l'unica casa editrice che pubblicò la serie completa.
Sulla fine degli anni novanta la casa editrice Tea Due ha acquistato i diritti dei romanzi e ha iniziato a pubblicarli in una nuova edizione. Anche questa serie è però rimasta incompleta.
| N. | Anno (edizione originale) | Titolo originale                   | Titolo italiano (edizione Vallardi) | Anno (edizione italiana) | Anno (edizione italiana) |
| N. | Anno (edizione originale) | Titolo originale                   | Titolo italiano (edizione Vallardi) | Prima edizione           | Edizione Vallardi        |
| -- | ------------------------- | ---------------------------------- | ----------------------------------- | ------------------------ | ------------------------ |
| 1  | 1957                      | Angélique Marquise des Anges       | Angelica la Marchesa degli Angeli   | 1957                     | 1981                     |
| 2  | 1958                      | Le chemin de Versailles            | Angelica sulla via di Versailles    | 1958                     | 1981                     |
| 3  | 1959                      | Angélique et le Roy                | Angelica e l'amore del re           | 1959                     | 1981                     |
| 4  | 1960                      | Indomptable Angélique              | Angelica l'indomabile               | 1965                     | 1981                     |
| 5  | 1961                      | Angélique se révolte               | Angelica si ribella                 | 1965                     | 1981                     |
| 6  | 1961                      | Angélique et son amour             | Angelica e il Nuovo Mondo           | 1966                     | 1981                     |
| 7  | 1964                      | Angélique et le Nouveau Monde      | Angelica alla frontiera             | 1967                     | 1982                     |
| 8  | 1966                      | La tentation d'Angélique           | La tentazione di Angelica           | 1969                     | 1982                     |
| 9  | 1972                      | Angélique et la Démone             | Angelica e la diavolessa            | 1973                     | 1983                     |
| 10 | 1976                      | Angélique et le complot des ombres | Angelica e il complotto delle ombre | 1978                     | 1983                     |
| 11 | 1980                      | Angélique à Québec                 | Angelica a Quebec                   | 1984                     | 1984                     |
| 11 | 1980                      | Angélique à Québec                 | La sfida di Angelica                | 1984                     | 1984                     |
| 12 | 1984                      | Angélique, la route de l'espoir    | Angelica, la strada della speranza  | 1985                     | 1985                     |
| 13 | 1985                      | La victoire d'Angélique            | Angelica, la fortezza del cuore     | 1986                     | 1986                     |
| 13 | 1985                      | La victoire d'Angélique            | La vittoria d'Angelica              | 1987                     | 1987                     |

## Cronologia
Quella che segue è la cronologia degli eventi narrati nella serie di Angelica, romanzi storici scritti da Anne e Serge Golon.
- 1610
  - 14 maggio: Re Enrico IV viene assassinato. Suo figlio Luigi diventa il nuovo re col nome di Luigi XIII.
- 1626 : Nasce Joffrey de Peyrac, conte di Tolosa.
- 1630: Guglielmo di Lutzen giunge al castello di Monteloup in cerca di cibo e viene assunto come domestico tutto fare.
- 1632: Nasce Giovannino, figlio del barone di Sancé de Monteloup.
- 1633: Nasce Valentino, il figlio del mugnaio[8] e Raimondo, figlio del barone di Sancé de Monteloup.
- 1635: Nasce Gontrano, figlio del barone di Sancé de Monteloup, e Francina Merlot, figlia di contadini che coltivano le terre del barone.
- 1638: Nasce Angelica, figlia del barone di Sancé de Monteloup.[9]
- 1642: Giovannino di Sancé de Monteloup viene chiuso in collegio a Poitiers per studiare greco e latino.
- 1643
  - 14 maggio: Luigi XIII muore e suo figlio Luigi diventa il nuovo re col nome di Luigi XIV.
- 1645: Inizia il romanzo Angelica la Marchesa degli Angeli con la nutrice che racconta a Ortensia, Angelica e la piccola Maddalena, le tre figlie del barone di Sancé di Monteloup, la storia di Gilles di Retz.
- 1648
  - Estate: Un gruppo di briganti fa un'incursione sulle terre dei baroni di Sancé. Il signor Merlot viene ucciso dai briganti e sua figlia Francina, violentata da essi, morirà poco dopo.
  - Autunno: Giovannino e Raimondo di Sancé de Monteloup vengono cacciati dal collegio perché il loro padre da quasi due anni non paga loro la pensione e fanno ritorno al castello di famiglia. Il giorno seguente Angelica accompagna il padre da Molines, amministratore dei beni dei marchesi di Plessis-Bellière, il quale cerca di convincere il barone a dare inizio a un allevamento di asini da esportare anche all'estero.
- 1649
  - Giugno: Si sposa la figlia del signor Saulier, fattore del barone di Sancé, e si tiene in paese una grande festa a cui partecipa anche Angelica e la sua famiglia. Durante la notte delle nozze Valentino, ubriaco, tenta di violentarla mentre Nicola, anch'esso ubriaco, tenta di baciarla. Due giorni dopo le nozze il barone Armando accetta l'accordo di Molines sull'allevamento di asini.
  - 20 settembre: A Plessis-Bellière Angelica scopre congiura contro il re.
  - Angelica, Ortensia, Maddalena, Raimondo e Gontrano partono per Poitiers dove le ragazze entrano in convento dalle Orsoline e i ragazzi vanno dai padri gesuiti.
- 1650
  - Estate: A Poitiers scoppia un'epidemia di peste. Maddalena si ammala e muore.
- 1652
  - Settembre: Ortensia lascia il convento per sposare un procuratore del re a Parigi.
- 1655: Angelica apprende dai fratelli Raimondo e Dionigi della morte della madre.
- 1656: Angelica lascia il convento.
- 4 maggio, 1659: Nasce Florimond, primo figlio di Angelica e Joffrey.
- 3 giugno, 1660: A Saint Jean de Luz, il re Luigi XIV sposa Maria Teresa di Spagna.
- 27 gennaio, 1661: Nasce Cantor, secondo figlio di Angelica e Joffrey.

## Altri media

### Cinema
Dal 1964 al 1968 dai romanzi è stata tratta una serie di cinque film, tutti diretti da Bernard Borderie e interpretati da Michèle Mercier nella parte di Angelica e da Robert Hossein in quella di Joffrey de Peyrac.
Nel 1985, Mediaset, allora detentore dei diritti del film, produsse uno sceneggiato in quattro episodi dal titolo Angelica femmina ribelle unendo i cinque film.
Nel 2013 è stato realizzato un remake del primo film della serie con Nora Arnezeder nella parte di Angelica e Gérard Lanvin in quella di Joffrey.
- Angelica (Angélique Marquise des Anges) di Bernard Borderie (1964)
- Angelica alla corte del re (Merveilleuse Angélique) di Bernard Borderie (1965)
- La meravigliosa Angelica (Angélique et le Roy) di Bernard Borderie (1966)
- L'indomabile Angelica (Indomptable Angélique) di Bernard Borderie (1967)
- Angelica e il gran sultano (Angélique et le sultan) di Bernard Borderie (1968)
- Angelica (Angélique) di Ariel Zeitoun (2013)

### Teatro
Nel 1995 Robert Hossein ha realizzato uno spettacolo teatrale su Angelica, intitolato Angélique Marquise des Anges e interpretato da Cécile Bois e dallo stesso Hossein. Lo spettacolo è stato recitato dal settembre 1995 al febbraio 1996 al Palais des Sports di Parigi.

## Influenza culturale
In Italia la serie a fumetti Isabella si ispirava al personaggio di Angelica.
Negli anni settanta in Giappone è stato realizzato un manga ispirato alle storie di Angelica e intitolato Angelique (アンジェリク) è stato realizzato da Toshie Kihara tra il 1977 e il 1979.